# Agar.io
『Agar.io』（アガリオ）は、ブラジルのゲーム開発者であるマテウス・バラダレス(Matheus Valadares)が作成した多人数参加型オンラインアクションゲームである。 プレイヤーは、ペトリ皿を表すマップ内の1個から16個の細胞を操作する。細胞は自分よりも一定以上小さな細胞やボール状の餌を食べて成長し、一定以上大きな細胞には捕食されてしまう。各プレイヤーは1つの細胞から始まるが、一定の大きさに達すると2つ以上に分裂することができ、複数の細胞を操作できる。『Agar.io』の「Agar」は、細菌の培養に使用される寒天に由来する。 
このゲームは公開されると肯定的な反応と批判的な反応を両方とも受けた。批評家は単純さや競争感およびメカニズムを特に賞賛し、反復的なゲームプレイを批判した。 主にSNSでの口コミによりすぐに成功し、最初の1年で最も人気のあるWebおよびモバイルゲームの1つになった 。Steam版が2015年5月3日にリリースされ（ただし2019年5月現在は公開されていない）、iOSとAndroid版は2015年7月24日にリリースされた。 Agar.ioは、「.ioゲーム」と呼ばれる同様のWebゲームにインスピレーションを与えた。これには、目的は似ているがキャラクターが異なるゲームや、 シューティングゲームのような他のジャンルの要素を組み込んだゲームがある。

## ゲームプレイ
Agar.ioの目的は、ランダムに生成されたペレット（寒天）の両方を飲み込むことでシャーレ上で細胞を成長させることである。ブラウザバージョンには現在、FFA（Free-For-All）、Battle Royale、Teams、Experimental、およびPartyの5つのゲームモードがあり、ゲームのモバイルバージョンには、FFA（Free-For-All）、ラッシュモード、 バトルロワイヤルモードがある。ゲームの目標は自身の細胞をマップ上で最大にすることであるが、すべての細胞が食べられると質量10からの再スタートを求められる。プレイヤーは、事前に設定した名前とスキンで細胞の外観を変更でき、細胞の質量が大きいほど細胞の動きは遅くなるが、細胞は時間の経過とともに徐々に質量を失う。今では敵同士協力しあいトップを維持するプレイヤーが多い。

## 開発
Agar.ioは、19歳のブラジルのゲーム開発者であるマテウス・バラダレスによって、2015年4月28日に4chanで発表された。JavaScriptとC++を用いて、このゲームは数日で開発された。ユーザーはプレイするためにバラダレスのIPアドレスに接続する必要があった。ゲームには元々名前が無かったが、4chanの匿名ユーザーによって「Agar.io」という名前が提案された。「cell.io」などの他のドメイン名がすでに使用されていた為である。バラダレスは経験値システムや実験的な機能をテストするためのゲームモード「Experimental」など、ゲームに新しい機能を更新および追加し続けた。1週間後、 Agar.ioはバラダレスと共にSteam Greenlightに参入し、ダウンロード可能なゲームの将来の無料版を発表。追加のゲームモード、カスタムスタイリング、アカウントシステムなど、ブラウザバージョンでは利用できないSteamバージョンの機能を含めることを計画し、コミュニティの関心により、 Steamへの掲載が承認された。ただし、Greenlightプログラムは2017年に閉鎖され、発表されたゲームはまだリリースされていない。
2015年7月24日、MiniclipはiOSとAndroidに対応したAgar.ioのモバイル版を公開した。Miniclipのセルジオ・バランダ曰く、モバイル版の目標はタッチパネル上の「ゲーム体験の再現」であった。

## 評判
Agar.ioについてエンガジェットは、このゲームを「顕微鏡レベルでときどき見られる激しい生存競争の優れた抽象化」と説明した。Toucharcadeは、そのシンプルさ、戦略的要素、および「個性」を称賛した。